# Thomas de Frondeville
Thomas Louis César Lambert, marquis de Frondeville, né à Lisieux en 1750 et mort à Paris le 17 juin 1816, est un député royaliste pendant la Révolution puis un pair de France sous la Restauration.

## Biographie
D’une famille noble, mais peu riche, Frondeville dirigea ses études vers la jurisprudence, et, après avoir été reçu avocat à Rouen, il devint conseiller au parlement de cette ville, où ses connaissances étendues le firent bientôt remarquer.
Frondeville occupait une charge de président à mortier, qu’il avait achetée, lorsque la Révolution éclata en 1789. Nommé depuis aux états généraux par la noblesse du bailliage de Rouen. Il montra toujours à l’Assemblée nationale et ensuite constituante, le zèle le plus ardent pour la monarchie. Ses opinions, un extérieur avantageux et des manières très agréables, lui procurèrent, du reste, beaucoup de succès dans le grand monde parisien.
Le 11 novembre 1789, il défendit, avec autant d’adresse que de sensibilité et de convenance, sans toutefois que le succès couronne ses efforts, la chambre des vacations de la cour souveraine à laquelle il appartenait, chambre qui était signalée comme s’opposant ouvertement à l’exécution des décrets de l’Assemblée nationale. Le 9 janvier 1790, ce fut la chambre des vacations du parlement de Rennes, accusée du même genre de désobéissance, dont il se constitua le défenseur.
Le 8 août, lorsque Alexandre de Lameth s’éleva contre la résistance persévérante de l’ancienne magistrature aux progrès de la Révolution, Frondeville demanda la suppression de toutes les chambres des vacations, afin de les délivrer des persécutions qu’elles éprouvaient. L’Assemblée nationale ayant créé un comité des recherches qui, plus tard, donna naissance, aux deux comités de sûreté générale et de salut public de la Convention, et Bonne-Savardin ayant été, en vertu des ordres de ce comité, arrêté comme conspirateur, Frondeville parla en faveur de l’accusé, et en même temps il attaqua avec force l’existence de la nouvelle inquisition d'État. À cette occasion il témoigna l’indignation la plus vive de ce que, depuis six mois, les assassins parcouraient librement l’enceinte de la capitale, et ajouta, eu se tournant vers Mirabeau et ceux de ses collègues qu’on accusait d’avoir été les promoteurs des journées des 5 et 6 octobre, qu’ils se trouvaient peut-être même assis parmi les députés. À ces mots, une grande portion de l’assemblée se souleva, et il fut censuré.
Frondeville publia bientôt un écrit avec cette épigraphe : Dat veniam corvis, vexat censura columbas, où il déclarait s’honorer de la censure ; et le 21, protégé par l’indulgente bienveillance de Bounay, alors président, défendu avec une énergie qui alla jusqu’à l’emportement, par Faucigny, il fut condamné aux arrêts dans son domicile pour huit jours.
Le 25 mai 1791, Frondeville s’opposa à la réunion d’Avignon à la France. Son nom figure parmi les signataires des protestations des 12 et 13 septembre, de la même année. Après les derniers travaux de l’Assemblée constituante, il émigra en Angleterre, où il ne tarda pas à se marier.
Rentré après le coup d'État du 18 brumaire, il vivait loin des affaires publiques, quand le retour de Louis XVIII le remit en mesure de servir. Envoyé comme préfet dans le département de l’Allier, en 1814, Il suivit le roi à Gand lors des Cent-jours, en mars 1815. Il fut nommé, dans le courant de cette même année, conseiller d'État honoraire.
On assure que lorsqu'il fut question, au second retour des Bourbon, d’ajouter à la liste des pairs de France, Louis XVIII, qui laissait une très grande latitude à Talleyrand pour les nouveaux choix à effectuer, se prononça de la manière la plus formelle en faveur de Frondeville, le désignant ou plutôt le nommant lui-même. Frondeville était donc revêtu de cette dignité à sa mort. Il a laissé une fille.
Franc-maçon, de la loge et chapitre "Raoul" à Pavilly, il accusa la maçonnerie de conspiration anti-royaliste contre Louis XVI dans un essai publié après sa mort.

## Publication
- Lettres écrites de Normandie sur la constitution proposée par le Sénat, ou la Constitution du Sénat et la constitution anglaise comparées, par M. le Mis de Frondeville
- Discours prononcé par M. le président de Frondeville à l'Assemblée nationale dans l'affaire de M. l'abbé de Barmond et pour lequel il a été censuré
- Opinion de M. le président de Frondeville,... prononcée à l'Assemblée nationale sur l'affaire des magistrats de Bretagne

On a imprimé après sa mort : 
- De la conspiration qui a obligé Louis XVI de quitter son royaume, et publication d’une pièce inédite, découverte en 1787, dans une loge de francs-maçons à Vienne, par un ancien membre de l'Assemblée Constituante le Mis de Frondeville  (Paris, 1820), Goujon, in-8° de 68 pages.

## Sources
- Joseph-François Michaud, Louis-Gabriel Michaud, Biographie universelle, ancienne et moderne, t. 64, Paris, Michaud frères, 1838, p.  530-531